# 유무주

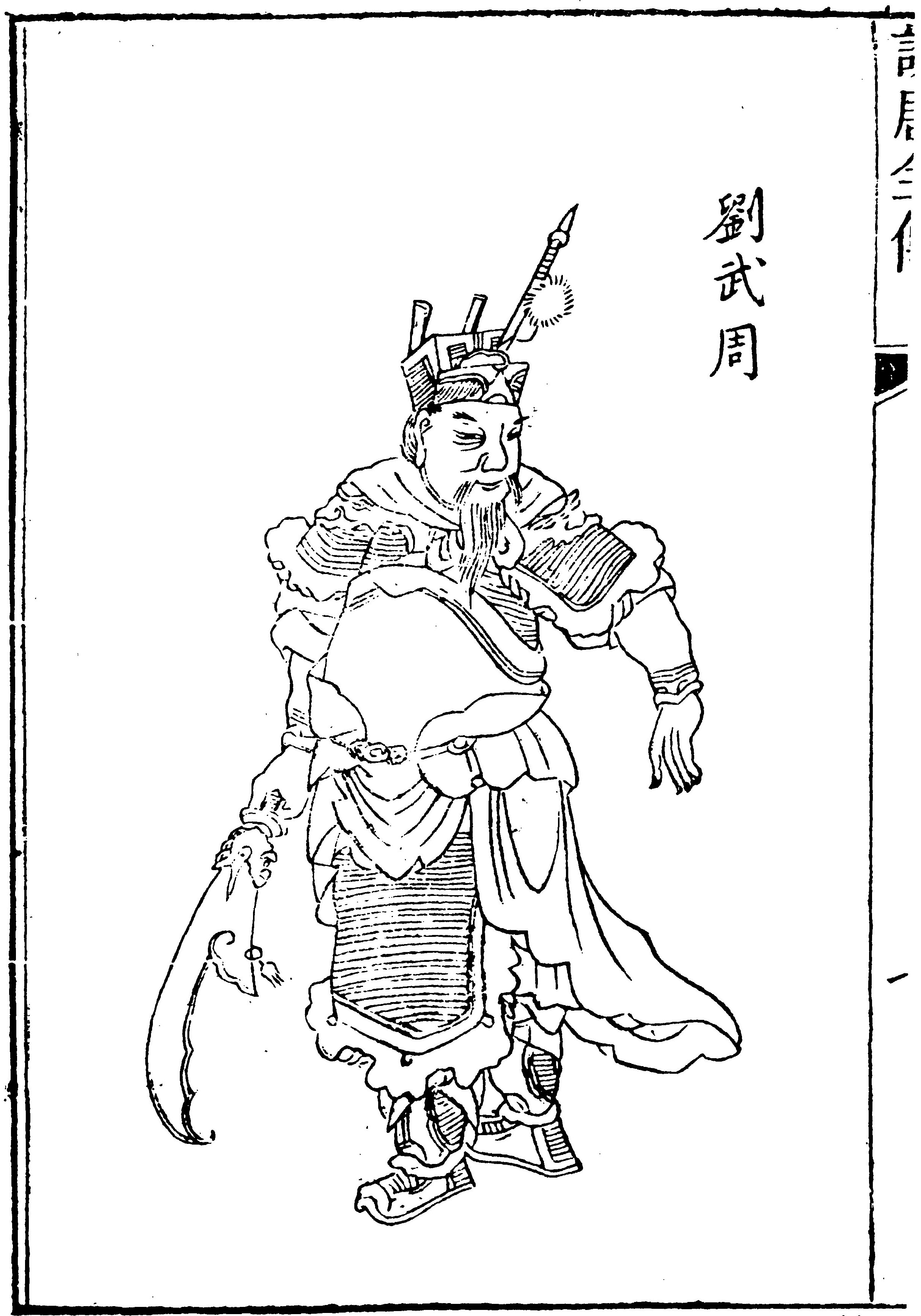
유무주

유무주(劉武周,?~622년)는 중국 수말당초 시기의 군웅으로, 영주(瀛州) 경성(景城) 출신이다. 정양의 황제를 자칭했으나, 진왕 이세민에게 크게 패해 세력이 소멸되었다.

## 생애
본적은 하간(河間) 경성(景城)으로 마읍(馬邑)으로 옮겨가 살았다.유무주는 용맹하고 활을 잘쏘았으며 성격이 호방하여 여러 사람들과 두루 친하게 지내는것을 좋아했는데 뒤에 낙양(洛陽)으로 들어가 태복(太伏) 양의신(楊義臣)에게 의탁하였다.
612년(대업 8년)~ 614년(대업 10년) 사이 세번째 고구려 원정군을 일으키기 위해 군사를 모집할 때 유무주는 원정군에 지원하고 군공을 세워 건절교위(建節校尉)가 되었다가 마읍으로 옮겨간뒤 응양부교위(鷹揚府校尉)로 옮겼다.
617년(대업 13년) 태수 왕인공(王仁恭)의 시녀와 사통하였다가 죄를 받을까 두려워하여 고을의 호걸 장만세(張万歲), 양복염(楊伏念), 원군장(苑君璋), 울지공(尉迟恭)과 함께 왕인공을 살해하였으며 군사를 일으켜 고을을 장악한 뒤 스스로 태수를 칭하고 창고를 열어 고을사람들에게 식량을 나누어 주었다.
그 뒤 유무주는 돌궐(突厥)과 손잡고 안문(雁門), 누번(樓煩), 정양(定襄) 등 여러 군을 공격하자 이에 조정에서는 호분장군(虎賁將軍) 왕지변(王智辯)과 안문군의 군승 진효의(陳孝意)에게 연합하여 유무주를 토벌하게 하였다.
궁지에 몰린 유무주는 돌궐에 지원을 요청하였고 이로 인해 왕지변은 싸움에서 패하여 죽고 진효의는 안문으로 퇴각하였다.유무주는 승세를 타고 누번군을 함락시킨뒤 나아가 양제(煬帝)의 별궁인 분양궁(汾陽宮)을 점령하고 사로잡은 여인들은 돌궐군이 돌아갈때 넘겼다.
유무주는 세력이 더 강성해져 정양을 함락시킨뒤 안문으로 돌아오자 돌궐에서는 그를 정양가한(定楊可汗)에 책봉하였고 유무주는 스스로 황제를 칭하고 국호를 한(漢), 연호를 천흥(天興)이라 하였다.
송금강(宋金剛)이 두건덕(竇建德)을 공격하였다가 역주(易州)에서 패하여 남은 무리를 이끌고 의탁해오자 유무주는 그를 송왕(宋王)으로 봉했다.619년(무덕 2년) 3월 유무주는 남하하여 병주 황사령(黃蛇嶺)에 주둔하였는데 병주총관 이원길(李元吉)과 거기장군(車騎將軍) 장달(張達)이 이에 맞서니 유무주의 군사는 전멸하여 패했다.
같은해 5월에 다시 평요(平遙)를 함락하고 6월에는 송금강에게 3만의 군사로 태원(太原)과 개주(介州)를 공격하게 하자 이에 당 고조는 우복야(右僕射) 배적(裴寂)을 진주도 행군총관(晉州道 行軍總管)으로 임명하여 강보의(姜寶誼)와 양쪽에서 공격하게 하였으나 크게 패하여 강보의는 전사하고 배적은 진주로 달아났다.
10월에는 하현(夏縣)사람 여숭무(吕崇茂), 포판(蒲坂)의 왕행본(王行本) 등이 유무주에게 호응하여 호주(浩州) 등 산서(山西) 지역 대부분이 유무주의 세력으로 들어가게 되면서 관중 지방이 위태롭게 되었다.
이에 당 고조는 " 도적의 형세가 이와 같으니 황하(黃河)의 동쪽을 버린다면 싸워서 관서(關西)를 지키긴 어려울것이다. " 하며 진왕(秦王) 이세민(李世民)에게 출정하게 하였다.
11월 이세민이 군사를 거느리고 용문관(龍門關)과 백벽에 당도하여 진을 치고 유무주를 살펴보고 말하길 "재물을 축적할생각으로 약탈을 하고있진 않다" 하였다.620년(무덕 3년) 송금강의 군사들이 양식이 떨어져 물러나려하자 이세민은 군사를 이끌고 여주(呂州), 고벽령(高壁嶺), 작서곡(雀鼠谷)에 이르기까지 추격하며 하루에 여덟번 싸워 모두 이겼다.
개휴(介休)에서 위지공이 이세민에게 항복하자 유무주는 병주를 버리고 북쪽의 돌궐로 달아났으나 살해당했다. 유무주가 남하할 때 원군장이 간언하길 : 당주(唐主 : 이연을 가르킴)는 한개의 고을을 기반삼아 무리를 이끌고 장안으로 향하는 동안 아무도 그를 막지 않아 장안을 취했으니 이것은 그가 대단해서가 아니라 오로지 하늘이 내려주신것입니다. 진양(晉陽) 이남은 요새이니 군사들로 하여금 지키게 한다면 공께서 세력을 보존하며 싸우시는데엔 어려움이 없을것입니다! 또 북쪽의 돌궐과 힘을 합치고 남쪽의 당나라를 평정하는 것이 제위에 오르실수있는 좋은 계책이라 할 수 있습니다."하였으나 유무주는 듣지 않고 원군장을 삭주(朔州)로 보내 지키게 하였는데 유무주가 패하게 되자 원군장이 울면서 말하길 " 공이 나의 말을 듣지 않아 여기에 이르렀구나" 하였다.

## 가족관계
- 부인 : 저황후(沮皇后)

## 참고 문헌
1. 출처 : 《대한고상개부의동삼사 곽군 묘지(大漢上開府儀同三司郭君墓誌)》
2. 고해(高海), 이주(李柱), 두계귀(杜啓貴). 《곽정 묘지(郭静墓志)》 유무주의 국호에 대한 수수께끼 해석
3. 《자치통감(資治通鑒)》 제 188권.

## 참견
백벽전투(柏壁之戰)